# Thieytou
Thieytou (ou Thiaytou ou Tiahitou ou Caytou) est une localité du centre-ouest du Sénégal, situé à 29 km au nord de Bambey. C'est le village natal de l'historien et anthropologue Cheikh Anta Diop.
En wolof, caytu signifie « porter haut, au-dessus des têtes, un fardeau ou une charge ».

## Histoire
Le village a été fondé au cœur du Baol par le grand-père de Cheikh Anta Diop, Massamba Sassoum Diop (le Vieux). Lamaan, c'est-à-dire maître de la terre, celui-ci y dirigeait une communauté islamisée au moment de la pénétration française. Il fit notamment front à une colonne française lancée à la poursuite du Damel du Cayor, Samba Laobé, qui avait été son hôte.

## Administration
Le village fait partie de la communauté rurale de Dinguiraye dans le département de Bambey (région de Diourbel).

## Géographie
À vol d'oiseau, les localités les plus proches sont Garame, Ndari, Koure, Ndialigue, Bokondine et Darou.

### Physique géologique
Le climat est de type sahélien.

### Population
En 2003, Thieytou comptait 1 350 habitants et 129 ménages.

### Activités économiques
Situé dans le bassin arachidier, le village vit d'agriculture et d'élevage, mais connaît des problèmes d'approvisionnement en eau et en électricité. Seule une piste en latérite y conduit.

## Personnalités nées à Thieytou
Cheikh Anta Diop est né à Thieytou le 29 décembre 1923. Depuis février 1986, conformément à sa volonté, il y repose auprès de son grand-père. Le 8 février 2008 le ministre de la Culture Mame Birame Diouf a inauguré dans la localité un mausolée pour perpétuer sa mémoire. Ce mausolée figure sur la liste des sites et monuments classés du Sénégal. Le village étant relativement difficile d'accès, des infrastructures sont prévues afin qu'il devienne un véritable lieu de mémoire.